# Смогов
Смогов (укр. Смогів) — село в Жидачовской городской общине Стрыйского района Львовской области Украины.
Население по переписи 2001 года составляло 411 человек. Занимает площадь 0,97 км². Почтовый индекс — 81772. Телефонный код — 3239.